# Fundación de la Suecia moderna

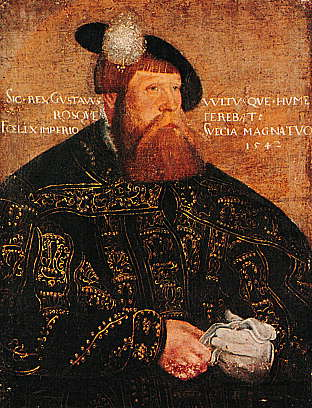
Gustavo Vasa (1496-1560), rey desde 1523 e impulsor de la Suecia moderna.

La fundación de la Suecia moderna fue un conjunto de reformas del estado y de la sociedad sueca que tuvieron lugar en el siglo XVI, tras la disolución por completo de la Unión de Kalmar en la guerra de liberación sueca y el acceso al trono de Gustavo Vasa y sus descendientes. Durante el reinado de Gustavo, se consolidó la reforma protestante, aumentó el poder real mientras que disminuyó la influencia de la nobleza en el gobierno y se impulsó una administración central fuerte. Sus sucesores impulsaron la política exterior y cimentaron el papel de Suecia como una potencia en el Báltico.

## Antecedentes: la Unión de Kalmar
En el año 1387 tuvo lugar la unión de las coronas de Dinamarca, Noruega y Suecia en la persona de la reina danesa Margarita I. En 1397, la aristocracia de los tres países se reunió en Kalmar para proclamar a Erico de Pomerania rey. El dominio de los reyes daneses causó conflictos y rebeliones en Suecia, que culminaron en el Baño de sangre de Estocolmo de 1520, en el que ochenta nobles suecos fueron ejecutados por orden del rey Cristián II después de que la ciudad se rindiera tras aplastar el rey danés un levantamiento de los campesinos suecos. Esto provocó inmediatamente una nueva rebelión y la toma del poder por el noble Gustavo Vasa.

## La reforma luterana
A principios del siglo XVI, la iglesia católica en Suecia se regía por los principios de la reforma gregoriana, es decir, no respondía ante el poder civil, recibía una décima parte de los ingresos fiscales y poseía importantes riquezas. Todo esto cambió cuando una vez Gustavo Vasa llegó al trono en 1523. El nuevo rey contaba con ideas muy anticlericales y opinaba que

La iglesia esta llena de monjes, que son poco más que bichos
Frase atribuida a Gustavo Vasa

Aunque la corona no tenía al principio el poder suficiente para influir en la iglesia, contó con la ayuda de los partidarios de la nueva fe luterana, que creían que el rey podía disponer de las posesiones y riquezas de la iglesia. En 1527, el parlamento de Västerås consiguió restaurar los derechos de la corona y hacerse cargo de las propiedades, palacios episcopales y condados, además de convertir al rey en cabeza de la iglesia. En la década de 1540, se publicó toda la Biblia en sueco. Posteriormente al reinado de Gustavo, Juan III (1568-1592), en virtud de sus lazos con Polonia, intentó conciliar a Suecia con el papado sin éxito. Segismundo III (1592-1599), hijo de Juan y la princesa polaca Catalina Jagellón era católico y exigió la libertad de religión, lo que provocó la rebelión de su tío Carlos IX, apoyada por el parlamento.. En 1593, Carlos IX hizo de Suecia un país oficialmente luterano.
La reforma tuvo un fuerte impacto en el desarrollo espiritual del pueblo sueco, además de convertirse en un medio para fortalecer el gobierno. La reducción de las tierras en propiedad de la iglesia fue el mayor pilar para el fortalecimiento financiero del estado. La reforma también impidió la influencia de los representantes de la Iglesia católica, que se oponían a través del papado supranacional a los afanes del rey para aumentar su poder. Entre las consecuencias negativas se cuentan la interrupción de la escolarización, la pérdida de documentos valiosos y la desaparición de la atención a los pobres y enfermos. Estos cambios se produjeron también otras regiones de Europa.

## Fortalecimiento del estado sueco
Tras la liberación del territorio sueco consiguiente a la disolución de la Unión de Kalmar, Gustavo Vasa tomó el control del gobierno para prevenir influencias extranjeras, sin una coronación formal. El acceso a los poderes acordado a la corona por la ley sueca le dio plenas facultades para demoler las instituciones feudales medievales e iniciar el desarrollo de una administración central moderna, por lo que sus reformas se consideran la base del estado moderno sueco. El rey a menudo dividió los grandes condados en áreas más pequeñas sobre las cuales ejercía un mejor control, a cargo de alguaciles leales a él y que anteponían el beneficio del estado al suyo propio. En las ocasiones en que concedió condados a los grandes magnates, estos debían conformarse con ser funcionarios reales en lugar de vasallos independientes y tener siempre en cuenta los intereses financieros de la corona. Otro cambio importante fue la introducción de la monarquía hereditaria, que acabó con la influencia que los nobles disfrutaban sobre el rey bajo la monarquía electiva.
Este control trajo de la administración local conllevó beneficios para el país, pero al mismo tiempo, el fortalecimiento de la autoridad estatal encontró resistencia por parte de la población. La nueva monarquía había surgido de la insurrección de los campesinos, pero no sin que estos se percataran de las ventajas de rebelarse para conseguir sus objetivos, por lo que también se levantaron contra el rey cuando su poder les afectó. Tras sofocar levantamientos de los burgueses de Dalarna y del campesinado de Torsås bajo el liderazgo del Nils Dacke, Gustavo Vasa consiguió unir al pueblo y logró solidificar el nuevo orden estatal. El nuevo gobierno fortaleció la ley y el orden, liberó al comercio del control de la Liga Hanseática, promovió diversos sectores económicos, en especial la agricultura, estableció un ejército de infantería, necesario para el combate moderno e inició la construcción de una fuerza naval que reemplazó al obsoleto leidang medieval.
La monarquía que Gustavo Vasa creó presentaba diferencias con las autocracias burocráticas ques estaban surgiendo al mismo tiempo en otros países europeos. Aunque en un principio efectuó reformas encaminadas en esa dirección, intentando plasmar la nueva estructura administrativa secular y eclesiástica en normas sólidas, la insatisfacción resultante le impulsó a volver a una forma más personal de gobierno. En general, su reino tuvo un carácter dual, conservando las raíces en el
antiguo gobierno, pero con un aumento del liderazgo real. La aristocracia que conformaba el consejo se vio debilitada por el Baño de sangre de Estocolmo, la masacre que siguió a la invasión por las fuerzas danesas, y privada de la oportunidad de ejercer un poder contrarrestante al de la corona: el consejo necesitaba el apoyo de este tras la guerra de liberación democrática y tuvo que conformarse con no ser capaz de gobernar plenamente. El rey a su vez exigió la colaboración del consejo y se mantuvo en contacto permanente con las fuerzas populares que le ayudaron a acceder a la corona. El parlamento fue una institución especialmente útil para poner en práctica el proceso de cambio.

## Influencias en la cultura
A pesar de la lejanía de Suecia de los centros de la cultura renacentista, ciertas influencias, si bien débiles alcanzaron el país gracias a los artistas llamados a servir en el ejército sueco. El rey Gustavo tenía poco interés en la literatura, probablemente debido a la todavía entonces fuerte conexión de la cultura de Suecia a la Iglesia Católica y la Universidad de Upsala, fundada por la iglesia, por lo que cayó en declive. El interés por la educación que despertó la reforma protestante encontró hasta cierto punto una respuesta en las escuelas protestantes extranjeras y en los escritos de los reformadores suecos, principalmente Olaus Petri, difundidos ampliamente gracias a la imprenta.

## Política exterior
Durante la Unión Kalmar, los asuntos exteriores de Suecia de mayor importancia eran los conflictos con Dinamarca y la protección de Finlandia contra los intentos de conquista de Rusia. Gustavo Vasa participó en la Guerra del Conde danesa con el objetivo de defender la libertad de comercio de Suecia contra la amenaza de la ciudad hanseática de Lübeck, y durante la lucha entre el emperador Carlos I y Francisco I de Francia apoyó a este último; el emperador era el cuñado de Cristián II  y buscaba su reinstauración como rey de Dinamarca. Sin embargo, ninguna de estas intervenciones tuvieron repercusiones de importancia y aparte de un conflicto fronterizo con Rusia entre 1555 y 1557, el rey Gustavo dio prioridad a los asuntos internos. 
Su sucesor, Erik XIV, decidido a atajar los intentos por parte de los nobles de conducir su propia política exterior, inició una política expansionista en el Báltico con la conquista de Estonia, por aquel entonces en el punto de mira de los planes de expansión daneses, polacos y rusos; esto, unido a los planes de Dinamarca de restaurar la Unión, desencadenó el estallido de la Guerra nórdica de los Siete Años en 1563, concluida en 1570, ya depuesto Erik XIV. Juan III de Suecia siguió los mismos objetivos en política exterior que su hermanastro y continuó la guerra contra Rusia por el dominio de Estonia, que duró hasta que Rusia renunció a sus ambiciones en el Tratado de Teusina el 18 de mayo de 1595. Segismundo III fue elegido rey de Polonia y su deposición en 1599, a causa de sus apoyos a la Reforma Católica, provocó la guerra con este país. Segismundo también intentó explotar las luchas por el trono ruso en 1609, en contra de los intereses suecos. Además, las viejas diferencias con Dinamarca dieron lugar a una guerra contra este país en 1611. Esta triple guerra marcó el final de este periodo en la historia del estado sueco.